# Guerra Civil Austríaca
Guerra Civil Austríaca (em alemão: Österreichischer Bürgerkrieg) de 12 a 15 de fevereiro de 1934, também conhecido como Revolta de Fevereiro (Februaraufstand) ou Confrontos de Fevereiro (Februarkämpfe), foi uma série de confrontos na Primeira República Austríaca entre as forças do governo autoritário de direita da Frente Patriótica de Engelbert Dollfuss e a Liga de Proteção Republicana (Republikanischer Schutzbund), o braço paramilitar banido do Partido Social-Democrata dos Trabalhadores da Áustria. Os combates começaram quando membros da Liga abriram fogo contra a polícia austríaca, que tentava entrar na sede do partido social-democrata em Linz para procurar armas. De lá, o conflito se espalhou para Viena e outros centros industriais no leste e centro da Áustria. A superioridade numérica e de armamento da polícia austríaca e do Exército Federal rapidamente pôs fim ao levante. Estima-se que o total de mortes tenha chegado a 350.
A derrota dos socialistas levou a prisões, execuções e ao banimento do Partido Social-Democrata. Em maio de 1934, a constituição democrática da Áustria foi substituída pela constituição austrofascista do Estado Federal da Áustria, com a Frente Patriótica como o único partido legal.

## Antecedentes
Após a dissolução do Império Austro-Húngaro em outubro de 1918, formou-se a República da Áustria como uma democracia parlamentar. Dois grandes blocos políticos dominaram o cenário no novo país: os socialistas (representados politicamente pelo Partido Social-Democrata dos Trabalhadores) e os conservadores (representados pelo Partido Social Cristão). Os socialistas tinham seus redutos nos distritos operários das cidades, enquanto os conservadores recebiam apoio da população rural e da maior parte da elite. Os conservadores também mantinham laços estreitos com a Igreja Católica.
No final da década de 1920, a situação política polarizada na Áustria foi exacerbada por unidades paramilitares como a Guarda Doméstica (Heimwehr), à direita, e a Liga de Proteção Republicana (Republikanischer Schutzbund) dos social-democratas (SDAPÖ), à esquerda. À época da guerra civil, a Heimwehr já se declarava abertamente fascista e antidemocrática, enquanto a Liga de Proteção Republicana se via como defensora da República Austríaca e adotava a posição austromarxista sobre a ditadura do proletariado, que se dizia pró-democracia como parte do programa do partido social-democrata. O ainda pequeno Partido Nazista austríaco possuía suas unidades SA e SS, também organizadas de forma paramilitar.

### Revolta de julho e suspensão do Parlamento
As tensões políticas na Áustria cresceram em 1927, quando membros da organização de direita Frente de Veteranos (Frontkämpfervereinigung), em Schattendorf (Burgenland), atiraram e mataram duas pessoas, incluindo uma criança, durante uma manifestação da Liga de Proteção Republicana. No julgamento do Caso Schattendorf, o júri absolveu os supostos agressores. Em 15 de julho de 1927, no dia seguinte ao veredicto, a liderança do SDAPÖ não conseguiu controlar as manifestações de uma multidão indignada. Durante a Revolta de julho, o Palácio da Justiça de Viena foi invadido e incendiado. Após ataques também a bases da polícia, o presidente da polícia, Johannes Schober, ordenou que os manifestantes fossem dispersos à força. Pessoas que tentavam fugir, bem como algumas que não estavam envolvidas no protesto, foram alvejadas, resultando em 89 mortes, incluindo quatro policiais, e 1 000 feridos.
Os problemas enfrentados pela Primeira República pioraram nos anos seguintes. A Grande Depressão resultou em alto desemprego, e depois que Adolf Hitler se tornou chanceler da Alemanha em 1933, simpatizantes do nazismo que defendiam a unificação da Áustria com a Alemanha passaram a ameaçar o Estado austríaco internamente.

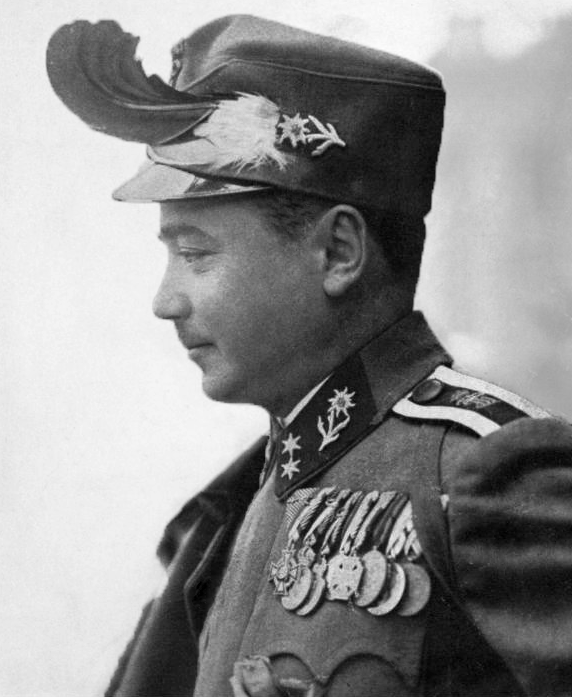
O chanceler austríaco Engelbert Dollfuss usando um uniforme da Heimwehr (1933)

 Em 4 de março de 1933, Engelbert Dollfuss, o chanceler social-cristão, suspendeu o Parlamento austríaco. Em uma votação apertada no Conselho Nacional da Áustria sobre os salários de ferroviários, cada um dos três presidentes do Parlamento renunciou estrategicamente a seus cargos para poder votar, o que deixou a sessão sem presidência. Embora o regimento interno pudesse ter resolvido o impasse, Dollfuss usou a oportunidade para declarar que o Parlamento havia deixado de funcionar e bloqueou todas as tentativas de convocá-lo novamente. Forças policiais isolaram o prédio do Parlamento para impedir a entrada de seus membros. Desse modo, o SDAPÖ perdeu sua principal plataforma de ação política. Os social-cristãos, pressionados e enfrentando violência não apenas da esquerda, mas também de nazistas que se infiltravam a partir da Alemanha, governaram por decreto com base em uma lei de emergência de 1917. Eles começaram a suspender liberdades civis e prender membros do Partido Social-Democrata.
Em meio a confrontos armados, o Partido Comunista da Áustria (KPÖ) foi banido em 26 de maio de 1933, assim como a Liga de Proteção Republicana do SDAPÖ, em 31 de maio.
Dollfuss, a Frente Patriótica e a Heimwehr então começaram a destruir os últimos vestígios do movimento operário social-democrata e marxista. Em 24 de janeiro de 1934, foi dada a ordem para revistar edifícios do partido e residências de membros à procura de armas da Liga de Proteção. A liderança do SDAPÖ não reagiu ao desmantelamento gradual e ao desarmamento de seu movimento. A política central do partido previa resistir somente se o partido fosse banido, os sindicatos fossem dissolvidos ou o governo da "Viena Vermelha" fosse suprimido.

## Guerra civil
Nas primeiras horas da manhã de 12 de fevereiro de 1934, quando a polícia foi procurar armas na sede do partido social-democrata em Linz (no Hotel Schiff), membros da Liga de Proteção, sob o comando local de Richard Bernaschek, abriram fogo. Um telegrama codificado da liderança do SDAPÖ, avisando urgentemente Bernaschek para não tomar medidas e aguardando a decisão da liderança, foi interceptado pelas autoridades e nunca chegou até ele.

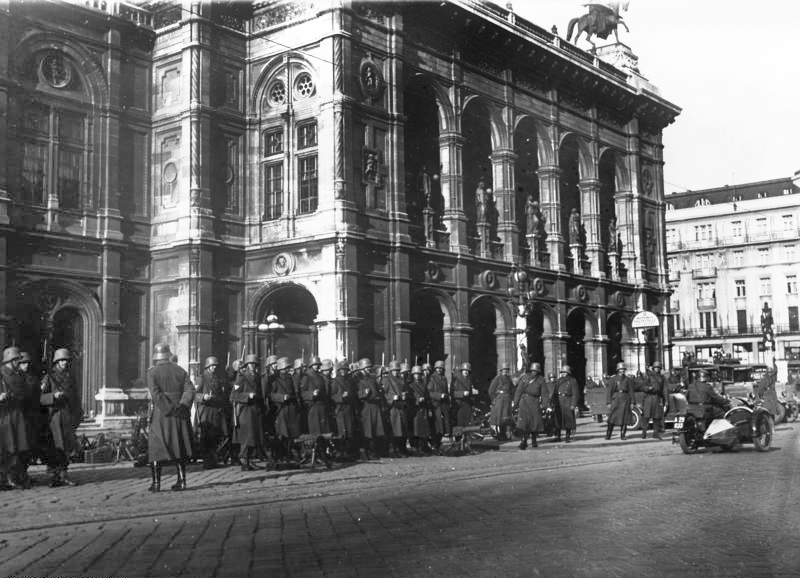
Soldados do Exército Federal posicionados em frente à Ópera Estatal de Viena

 Os confrontos se espalharam para outras cidades e vilarejos da Áustria. Em Viena, membros da Liga de Proteção se entrincheiraram em conjuntos habitacionais municipais (Gemeindebauten), que eram símbolos e redutos do movimento socialista na Áustria. A polícia e paramilitares tomaram posições do lado de fora dos complexos fortificados, e ambas as partes trocaram tiros de armas leves. Também houve conflitos em cidades industriais, incluindo Steyr, Sankt Pölten, Weiz, Eggenberg (Graz), Kapfenberg, Bruck an der Mur, Graz, Ebensee e Wörgl.
Um momento decisivo ocorreu quando o Exército austríaco, que até então se mantivera relativamente independente, tomou partido do governo. Dollfuss ordenou o bombardeio do Karl-Marx-Hof, um conjunto habitacional, com artilharia leve, colocando em risco civis e destruindo diversos apartamentos antes de os combatentes socialistas se renderem. Os combates terminaram em Viena e na Alta Áustria em 13 de fevereiro, mas continuaram em cidades da Estíria, especialmente em Bruck an der Mur e Judenburg, até 14 de fevereiro. Em 15 de fevereiro de 1934, a Guerra Civil Austríaca havia acabado.
A polícia, o Exército e as divisões da Heimwehr que lhes deram apoio derrotaram a Liga de Proteção, que era mal articulada, de forma relativamente fácil. Entre 10 000 e 20 000 trabalhadores enfrentaram uma força superior de quase 60 000 homens da gendarmaria, da polícia, do Exército e da guarda doméstica. Além do desequilíbrio numérico e do uso de artilharia pelo Exército austríaco, a principal razão para o colapso do levante foi possivelmente o fracasso do chamado à greve geral, que não foi atendido. A esperada solidariedade das forças de segurança com os insurgentes também não ocorreu. Exército, polícia e gendarmaria permaneceram leais ao Estado.
Em grande parte do país (Baixa Áustria, Caríntia, Salzburgo, Tirol, Vorarlberg e Burgenland), prevaleceu relativa calmaria. Os principais social-democratas na Caríntia e em Vorarlberg se distanciaram do levante logo no início. O prefeito de Klagenfurt e o vice-governador da Caríntia anunciaram suas renúncias ao SDAPÖ.
A Áustria, ou mesmo apenas Viena, estava longe de estar em estado de turbulência generalizada. Os jornais diários da época traziam apenas pequenas notas sobre as revoltas. Stefan Zweig, observador contemporâneo simpático ao SDAPÖ, escreveu:
 Eu estava em Viena durante aqueles históricos dias de fevereiro e não vi nada dos acontecimentos decisivos que se desenrolaram na cidade, tampouco soube de qualquer detalhe enquanto ocorriam. Canhões foram disparados, casas ocupadas, centenas de cadáveres foram levados embora – não vi um único. ... Nos distritos centrais da cidade, tudo transcorria com calma e regularidade, enquanto nos subúrbios o combate fazia rage, e nós, ingenuamente, acreditávamos nos informes oficiais de que tudo já estava resolvido e encerrado. 

## Consequências

### Curto prazo

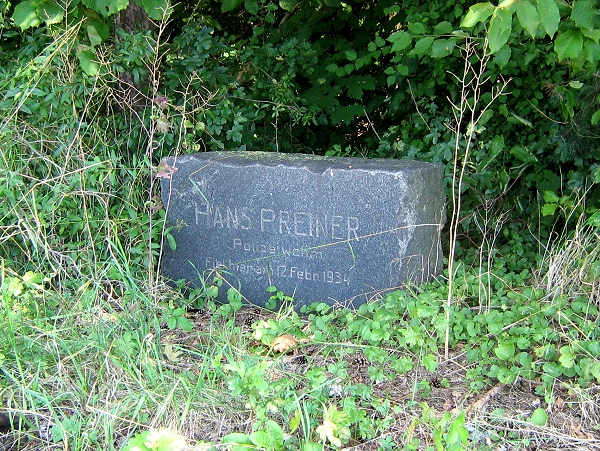
Pedra memorial para um policial morto em 12 de fevereiro de 1934 em Linz durante a guerra civil

O governo Dollfuss divulgou, em 1º de março de 1934, um comunicado relatando que 193 civis foram mortos e 493 ficaram feridos nos confrontos, enquanto entre a polícia e o Exército houve 104 mortos e 309 feridos. Análises posteriores variam bastante, chegando até à estimativa do jornalista britânico George Eric Rowe Gedye, que fala em 2 000 mortos e 5 000 feridos. Segundo estudo abrangente de 2018 do historiador Kurt Bauer, entre 350 e 370 pessoas perderam a vida nos combates – cerca de 130 civis não envolvidos e 110 tanto entre as forças governamentais quanto entre os membros da Liga de Proteção. O maior número de mortes – cerca de 200 a 220 – ocorreu em Viena.
Em 11 de novembro de 1933, toda a Áustria havia sido colocada sob lei marcial, durante a qual a pena de morte foi restabelecida para certos crimes. Um decreto de emergência de 12 de fevereiro de 1934 incluiu a acusação de rebelião na lista de crimes puníveis com morte, de modo que os membros da Liga de Proteção capturados (estima-se cerca de 10 000) pudessem ser condenados à morte. Os réus foram julgados em até três dias em procedimentos sumários por tribunais formados por quatro juízes profissionais.
Os tribunais sumários condenaram 24 pessoas à morte, das quais 15 foram indultadas. Nove homens, alguns líderes proeminentes da Liga de Proteção, foram executados. A aplicação das sentenças de morte foi controversa até mesmo dentro do governo responsável. O líder da Heimwehr, Ernst Rüdiger Starhemberg, considerou as execuções um ato vergonhoso e vingativo, enquanto Emil Fey, também chefe na Heimwehr, insistiu em sua realização. Apelos de clemência do cardeal Theodor Innitzer e da Santa Sé foram ignorados. O campo de detenção de Wöllersdorf, inaugurado no outono de 1933 para opositores do regime – inicialmente em sua maioria comunistas e nacional-socialistas –, também passou a abrigar social-democratas após fevereiro de 1934.
A liderança do SDAPÖ, incluindo Otto Bauer (principal teórico do Austromarxismo), Julius Deutsch e outros, fugiu para a Tchecoslováquia em 13 de fevereiro, algo que os representantes do governo exploraram como propaganda.

### Longo prazo
Os eventos de fevereiro de 1934 serviram de pretexto para o governo banir totalmente o Partido Social-Democrata e seus sindicatos afiliados. Em maio, os conservadores substituíram a constituição democrática por uma constituição corporativista inspirada na Itália fascista de Benito Mussolini, o que os socialistas apelidaram de austrofascismo. A Frente Patriótica, na qual a Heimwehr e o Partido Social Cristão foram incorporados, tornou-se o único partido legal no regime autoritário resultante, o Estado Federal da Áustria.

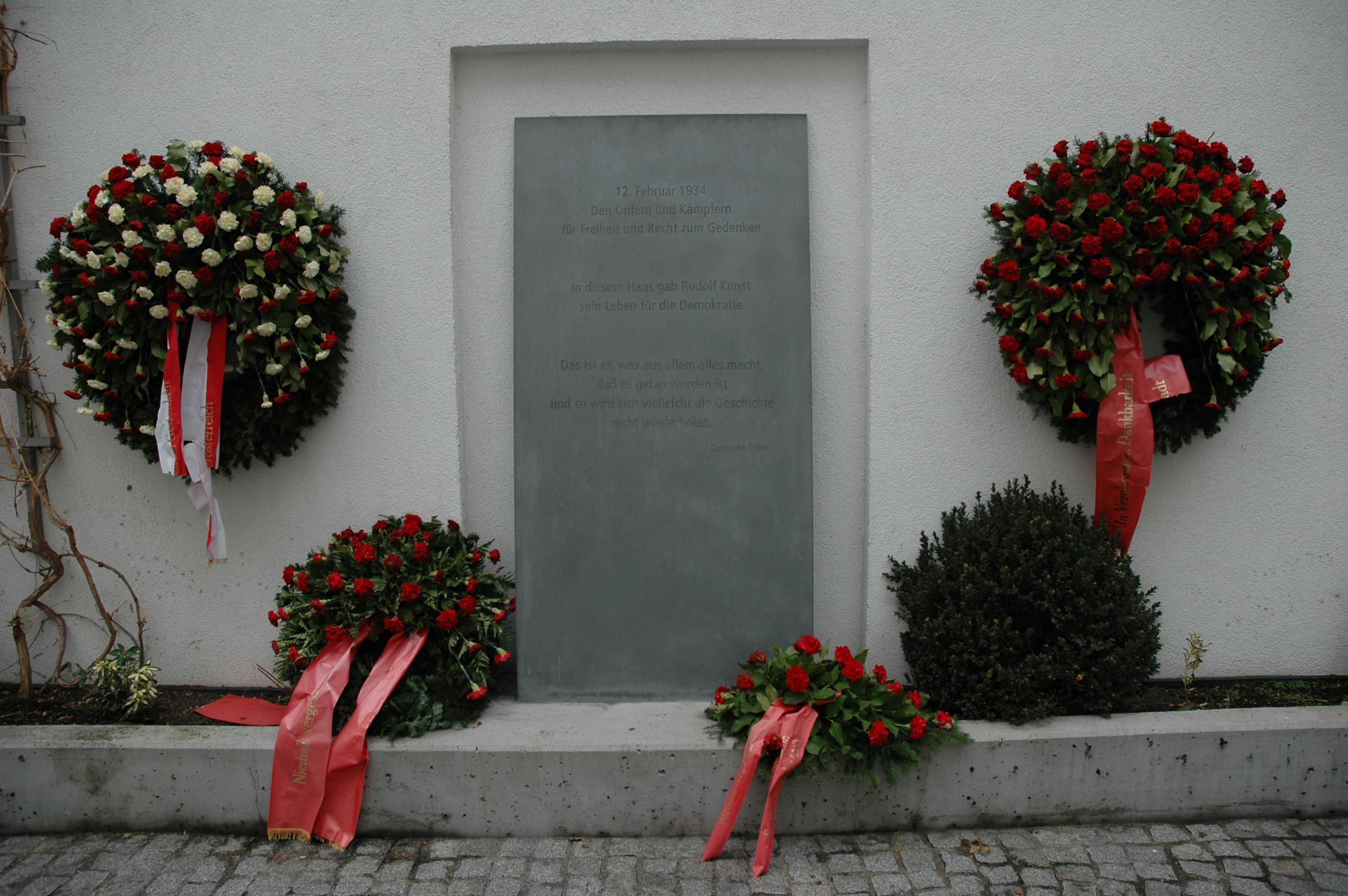
Memorial às vítimas e combatentes no local onde a guerra civil começou, no pátio do Hotel Schiff em Linz

 O governo se viu isolado internamente, pois os social-democratas – sobretudo em função das execuções – se voltaram contra o Estado e passaram a conclamar abertamente à resistência, distribuindo panfletos, ou a se isolar em uma espécie de emigração interna. Em seu discurso durante o julgamento socialista de 1936, no qual 28 pessoas foram acusadas de violar a proibição ao SDAPÖ, Bruno Kreisky (ele próprio julgado) fez alusão a essa questão:
 É possível também que, em um momento difícil, o governo tenha de conclamar as amplas massas populares a defenderem as fronteiras. Mas apenas uma Áustria democrática responderá a esse chamado. Somente cidadãos livres lutarão contra a supressão da Áustria. 
Nos centros de detenção e prisões da Segunda República, social-democratas e nacional-socialistas entraram em contato. Para ambos, o austrofascismo era o inimigo em comum. Esse ponto de convergência influenciou as avaliações políticas de ex-nacional-socialistas depois da Segunda Guerra Mundial.
Com o passar do tempo, tornou-se evidente que a capacidade de a Áustria resistir ao nacional-socialismo foi decisivamente enfraquecida pela Guerra Civil Austríaca e suas consequências. Estimativas posteriores apontam que apenas cerca de um terço da população austríaca apoiava o Estado ditatorial.
Após a Segunda Guerra Mundial, quando a Áustria reapareceu no cenário político como nação soberana, sua política voltou a ser dominada pelos social-democratas e pelos conservadores, agora reorganizados no Partido Popular Austríaco (ÖVP). Para evitar a repetição das graves divisões da Primeira República, os líderes da Segunda República Austríaca se esforçaram para promover o consenso como elemento central do novo sistema político, introduzindo o conceito de grande coalizão, no qual os dois maiores partidos compartilhavam o governo e evitavam confrontos abertos. O novo sistema trouxe estabilidade e continuidade.

## Leituras adicionais
- Bischof, Günter; Pelinka, Anton; Lassner, Alexander, eds. (2003). The Dollfuss/Schuschnigg Era in Austria: A Reassessment. Oxford, UK: Routledge. ISBN 978-0765809704
- Lehne, Inge; Johnson, Lonnie (1985). Vienna: The Past in the Present. Vienna: Österreichischer Bundesverlag Gesellschaft. ISBN 978-1572410183
- Schuman, Frederick L. Europe On The Eve 1933-1939 (1939) pp. 55–92 online